# Suckower Haussee
Das Naturschutzgebiet Suckower Haussee liegt auf dem Gebiet der Gemeinde Flieth-Stegelitz im Landkreis Uckermark in Brandenburg.
Es wurde mit der Kennnummer 1040 zum 12. September 1990 unter Naturschutz gestellt.

## Lage
Das rund 137 Hektar große Naturschutzgebiet mit dem Haussee erstreckt sich südlich von Suckow und nördlich von Stegelitz, beide Gemeindeteile der Gemeinde Flieth-Stegelitz. Nördlich und östlich verläuft die Landesstraße 24, östlich verlaufen die Landesstraße 241 und die Bundesautobahn 11.

## Bedeutung
Das Gebiet wurde zur Erhaltung und Wiederherstellung von Lebensräumen bedrohter Tier- und Pflanzenarten, insbesondere der Lebensgemeinschaften der Quellmoore, Feuchtwiesen und Trockenrasen unter Schutz gestellt.